# Savusavu Football Club
El Savusavu Football Club es club de fútbol fundado en Savusavu, Fiyi. Actualmente juega en la Segunda División de Fiyi desde 2014.

## Historia
El club fue fundado en el año de 1959 y en la temporada 1982 jugaría la Segunda División de Fiyi, la segunda liga de Fiyi. El club cuenta 5 títulos y es el segundo más laureado de la Segunda División participando en esa categoría.
Hasta la temporada obtuvo su último título del segundo nivel jugando el play-off de promoción y descenso contra el Nasinu, derrotando en global de 1-0, de esta forma lograría ascender históricamente a la Liga Nacional de Fútbol de Fiyi, la máxima categoría de Fiyi.
Su primera temporada fue en el 2011 y duró hasta 2013 cuando terminó en la 10.ª posición, descendiendo a la Segunda División.

## Estadio
Su estadio actual es el Ganilau Park.

## Palmarés
- Segunda División de Fiyi: 5

1994, 2006, 2007, 2009, 2010
- IDC Senior League: 1

2002